# Holmstrup
Holmstrup – miasto w Danii, w regionie Dania Południowa, w gminie Odense, na wyspie Fionia.
W miejscowości jest przystanek kolejowy Holmstrup.